# Luisa Ranieri
Luisa Ranieri (* 16. prosince 1973, Neapol) je italská divadelní, filmová a televizní herečka.

## Životopis
V roce 2001 debutovala na stříbrném plátně jako protagonistka ve filmu Princ a pirát, režírovaném Leonardem Pieraccionim.
Roku 2001 účinkovala v první sérii reklamní kampaně “Nestea”, se slavným spotem “Anto’ , fa’ caldo” (Antonio, je horko) v režii Alessandra D´Alatri společně s E. S. Labinim.
2003 v roli Assunty Gorettiové v televizní minisérii stanice Rai Uno, Maria Goretti, v režii Giulia Base. V následujícím roce účinkuje v šestidílné minisérii Vražedkyně, po boku M. Ghiniho, (režie Riccardo Milani), na kterou přímo navazuje dvoudílný seriál, Cefalonia (2005), kde hraje s L. Zingarettim.
V roce 2004 hraje ve filmu Eros: Nebezpečná řada věcí, film M. Antonioniho. V dalším roce ji můžeme spatřit v roli M. Callasové ve dvoudílném seriálu Callasová a Onassis režiséra G. Capitaniho. Mimo to se objevuje vedle A. Celentana v programu stanice Rai Uno, Rockpolitik
V roce 2007 se vrací na filmové plátno ve snímku SMS - Sotto mentite spoglie, režiséra V. Salemmeho, a v následujícím roce na Canale 5 společně se seriálem 'O professore, v režii M. Zaccara, vedle S. Castellitta, a který byla těsně předtím uveden během festivalu Roma Fiction Fest v roce 2007, a Amiche mie (Mé přítelkyně), v režii L. Miniera a P. Genoveseho.